# Kościół ewangelicki w Szprotawie

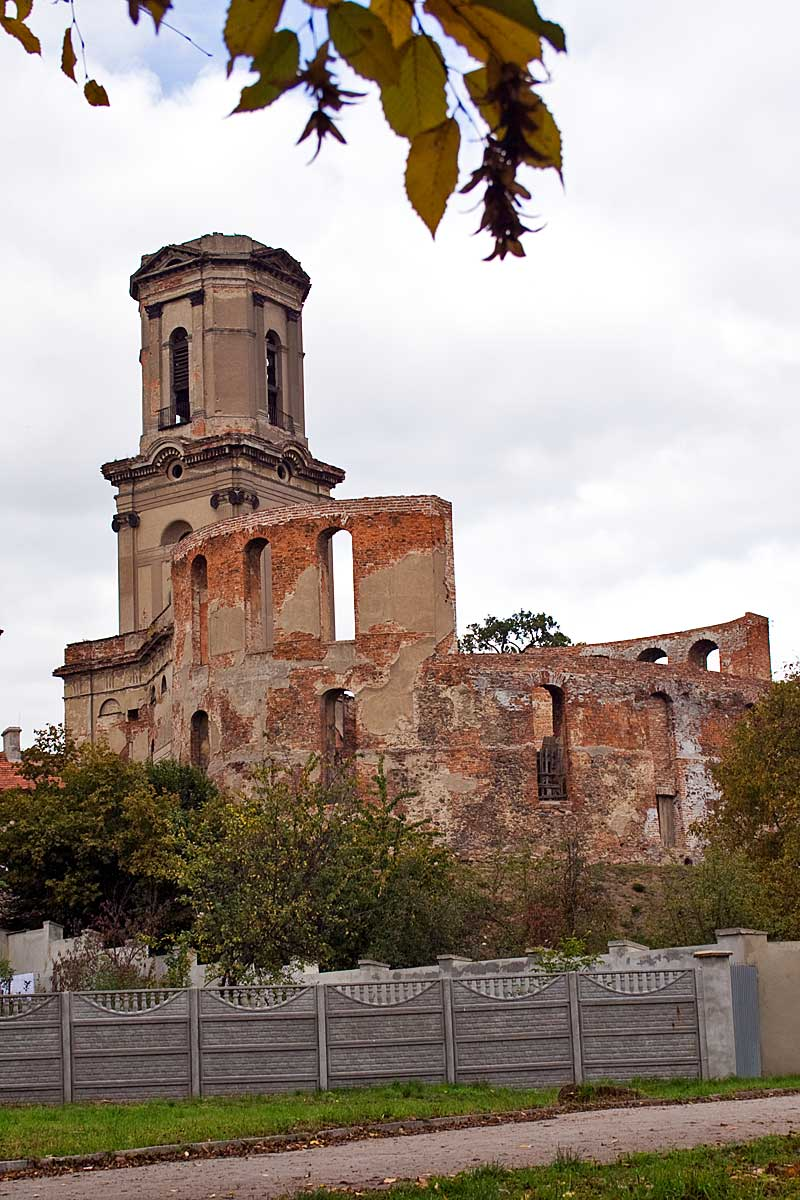
Widok od strony południowej, stan z 2007 r.

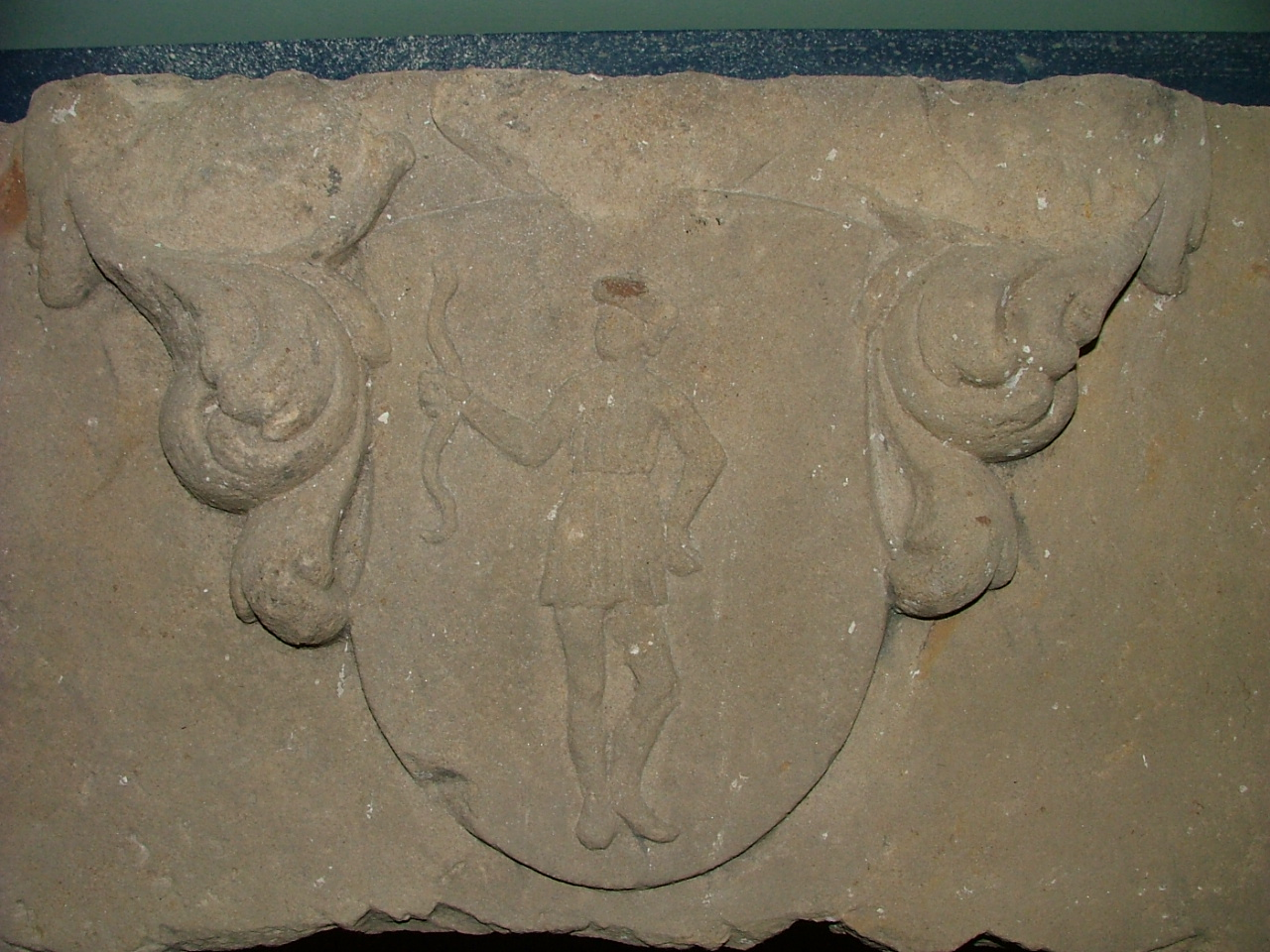
Herb cyrulików przeniesiony z kościoła do Muzeum Ziemi Szprotawskiej.

Kościół ewangelicki w Szprotawie – został wzniesiony na fundamentach zamku książęcego. Prace budowlane zaczęły się w roku 1744. Gruz po starym zamku został wykorzystany do zasypania starej fosy. Fragmenty średniowiecznych murów zamkowych zostały wykorzystane do budowy nowych ścian świątyni. Zamkową basteję wykorzystano urządzając w niej kryptę, natomiast w wyższej kondygnacji zakrystię. Ściany północne oraz wieżę wzniesiono od podstaw. 27 sierpnia 1747 roku odbyło się uroczyste otwarcie świątyni. W 1821–1822 wieża kościelna została przebudowana, co upamiętniają napisy nad wejściem głównym. Pod koniec XIX wieku wieża została odnowiona. Naprzeciw kościoła wznosi się gmach szkoły ewangelickiej z zegarem słonecznym.
Kościół funkcjonował do 1945 roku. Po wysiedleniu ludności niemieckiej po II wojnie światowej systematycznie popada w ruinę. W latach 60. XX wieku zawalił się dach oraz miedziana kopuła wieży.
Obecnie kościół jest odbudowywany przez parafię polskokatolicką.
W 2000 roku wewnątrz kościoła miały miejsce prace archeologiczne w celu zbadania osadnictwa pradziejowego i historycznego.

## Literatura
- Felix Matuszkiewicz, Geschichte der Stadt Sprottau, 1908.
- Gerhard Kossert, Geschichte der Kirche Zur Burg Gottes in Sprottau, 1997.
- Maciej Boryna, Sensacje Ziemi Szprotawskiej, 2000.
- Maciej Boryna, Tajemnice Szprotawy i okolic, 2001.
- Krzysztof Wachowiak, Zamek i fortyfikacje miejskie w Szprotawie, 2007, praca niepublikowana.